# 蘇澤光
蘇澤光，大紫荊勳賢，GBS，OBE，JP（1945年3月12日—），香港政治人物，任香港機場管理局董事會前主席、電訊盈科前副主席兼董事總經理、地鐵公司（現為「香港鐵路有限公司」）前主席兼行政總裁、香港貿易發展局前主席兼總裁。

## 生平
蘇澤光畢業於喇沙小學（1959年小六）、喇沙書院（1964年中五、1966年中七）及香港大學（經濟系，1969年二級榮譽畢業，期間於1968年7月至10月到美國第一銀行接受銀行職業訓練）。畢業後進入香港政府擔任政務主任，1978年起轉到私人機構發展，先後於證券、銀行及地產業機構管理層任職。1985年至1992年任香港貿易發展局總裁，2007年至2015年任香港貿易發展局主席。1995年至2003年出任香港地鐵公司董事局主席兼行政總裁。2003至2007年擔任電訊盈科集團副主席兼董事總經理。
蘇澤光曾擔任香港特區政府經濟發展委員會非官方委員；哈羅香港國際學校校董會主席；香港管弦協會董事局主席；全國政協委員；美國三藩市市長榮譽顧問及北京市市長國際企業家顧問；大嶼山發展諮詢委員會委員；友邦保險控股有限公司及華潤電力控股有限公司的獨立非執行董事；瑞信大中華區高級顧問。2000至2007年出任香港上海滙豐銀行獨立董事；2002至2015年出任國泰航空公司獨立董事。
蘇澤光是太平紳士，2011年獲香港特區政府頒授金紫荊星章，同年獲香港大學頒授名譽社會科學博士。亦於2017年獲香港特區政府頒授大紫荊勳章。

## 公職
- 1985年, 出任香港貿易發展局總裁。[12]
- 1995年，出任香港地鐵公司董事局主席兼行政總裁。[13]
- 2000年，獲委任為香港大學校務委員會委員。[14]
- 2003年，出任電訊盈科董事局副主席兼董事總經理。[15]
- 2005年10月，蘇澤光獲委任為香港電影發展委員會主席。[16]
- 2006年，出任香港大學校園發展及規劃委員會主席，負責香港大學百周年校園興建計劃。[14]
- 2007年，獲委任為 香港貿易發展局主席。[17]
- 2011年，獲香港特別行政區政府頒授金紫荊星章。[18]，
- 2013年，擔任第十二屆全國政協委員。[19]
- 2013年1月，獲委任為經濟發展委員會非官方委員及轄下的會展及旅遊業工作小組召集人。
- 2013年10月，擔任香港與內地經貿合作諮詢委員會主席。[20]
- 2014年，擔任香港管弦協會有限公司（港樂）主席。[21]
- 2015年6月起，香港機場管理局擔任主席。[22][23]
- 2015年7月28日起，接任羅康瑞出席大嶼山發展諮詢委員會成員,任期至2016年1月31日。[24]
- 2017年，獲香港特別行政區政府頒授大紫荊勳章。

## 爭議
- 蘇澤光於1992年至2011年間，亦曾持有離岸公司Jaderich Limited，公司另一股東為Solid Foundation Limited (SFL)，但SFL背後股權複雜，股東身分不明。有指部份人士借持有離岸公司避稅，甚至衍生廣泛嚴重罪行的不公義行為。蘇指 Jaderich Limited已停止運作多年，但未有透露公司19年以來的業務等資料。[25]

## 相關人物
- 楊啟彥
- 羅康瑞

## 外部参考
- 2007年3月28日 蘇離職電訊盈科（页面存档备份，存于）

| 商界職務      | 商界職務                             | 商界職務      |
| ------------- | ------------------------------------ | ------------- |
| 前任： 馬達誠 | 香港地鐵公司董事局主席 1995年—2003年 | 繼任： 錢果豐 |
| 新頭銜        | 香港地鐵公司行政總裁 1995年—2003年   | 繼任： 周松崗 |
| 新頭銜        | 電訊盈科董事總經理 2003年—2007年     | 繼任： 陳禎祥 |
| 前任： 羅康瑞 | 香港機場管理局主席 2015年—           | 現任          |